# Євфимія Гедимінівна
Євфимія (?) Гедимінівна (лит. Eufemija Gediminaitė; пол. Eufemia Giedyminówna) — донька великого князя литовського Гедиміна од Євни, знаної, щоправда, лишень по Хроніці Биховця. Дружина галицько-волинського властеля Юрія II Болеслава Тройденовича. У давнішій літературі також хибно називана Марією. 

## Життєпис
Як міркує польський дослідник Ян Тенговський, вона народилась після брата Монтивида — між 1314 й 1317 роком. Згідно з «Анналами» Яна Длугоша, зі своїм мужем — старшим сином мазовецького П'яста та руської княгині Марії Юріївни — дівчина обвінчалась 1331 р. в кафедральному соборі м. Плоцька, перед тим охрестившися (на гадку Стівена Крістофера Ровелла, за православним обрядом подібно до нареченого, чи ж за католицьким, що більш ймовірно). Сам Длугош відгукувавсь про це одруження досить неприхильно, пойменувавши жінку язичницею варварського походження. Іноземні хроністи, як-от Йоганн із Віктрінга і Йоганн з Вінтертура обмежились заввагою, що Юрій Болеслав, якому на мить весілля виповнилося доперва 14 літ, пошлюбив сестру дружини короля Польщі. За припущенням Я. Тенговського, до матримоніальних планів могли спричинитись князі Владислав Локетек й Вацлав Плоцький, на що вказує й обране місце врочистостей.
Ані імені княжни, ані дати її смерті середньовічні джерела не віднотували; тільки в XIX столітті їх оприлюднив Теодор Нарбут, нібито на підставі Genealogii mazowieckiej Анджея Варґоцького, однак, його звістки тепер вважаються ненадійними чи взагалі містифікацією. Гедимінівна, либонь, не зоставила дітей, хоча Михайло Грушевський вважав її дочкою дружину кн. Любарта (з цією думкою згоджувались О. Пресняков, Г. Вернадський, М. Сидор, різко заперечував І. Линниченко).
За твердженням Т. Нарбута, після отруєння чоловіка вона перебралась до Польщі, де 1341 р. (або 5 лютого 1342) була начеб втоплена в Віслі коло Завихоста під час нападу татар і русинів.